# Theridion impressum
Theridion impressum là một loài nhện trong họ Theridiidae. 
Loài này thuộc chi Theridion. Theridion varians được miêu tả năm 1881 bởi L. Koch.
Loài nhện này phổ biến rộng rãi ở nam trung bộ nước Anh, nhưng trở thành rải rác hoặc vắng mặt trong các bộ phận phía tây và phía bắc, và rất hiếm ở một số vùng phía đông, bao gồm ghi lại các hạt như Essex. Nó có một bản phân phối rộng rãi ở Cổ bắc giới (miền Toàn bắc) (Platnick 1998) và phổ biến rộng rãi ở miền tây và Trung Âu.